# 張時謹
張時謹（1429年—？），字惟厚，江西吉安府泰和縣人，明朝政治人物。進士出身。

## 生平
江西鄉試第一百六十六名。成化二年（1466年）丙戌科會試第三百七名，殿試登進士第三甲第一百二十四名。

## 家族
曾祖張宗震。祖父張日省。父亲張球，曾任教授。